# 黑鳳頭鸚鵡亞科
黑鳳頭鸚鵡亞科（學名：Calyptorhynchinae）是鸚形目鳳頭鸚鵡科下的一個亞科。現下屬2屬5種。該亞科的成員均分佈於澳洲，主體為黑色的鳳頭鸚鵡。

## 分類學
本亞科由法國鳥類學家夏爾·呂西安·波拿巴於1853年所建立。其模式屬為法國動物學家安塞爾姆·加埃唐·德馬雷於1826年描述的辉凤头鹦鹉属。
以下為據2012年的分類以及2023年的系統發育分析所建立而成的親緣關係樹：

|  | 辉凤头鹦鹉属 Calyptorhynchus |
|  |                              |
|  | 黑鳳頭鸚鵡屬 Zanda           |
|  |                              |

|  | 雞尾鸚鵡亞科   |
|  |                |
|  | 白鳳頭鸚鵡亞科 |
|  |                |

|  | 辉凤头鹦鹉属 Calyptorhynchus |
|  |                              |
|  | 黑鳳頭鸚鵡屬 Zanda           |
|  |                              |

|  | 雞尾鸚鵡亞科   |
|  |                |
|  | 白鳳頭鸚鵡亞科 |
|  |                |

在生物分類學中，本亞科原先僅下屬一個屬，即作為模式屬的辉凤头鹦鹉属。但根據2013年的研究顯示，本亞科的成員約自早期的中新世便脫離其他鳳頭鸚鵡開始獨自演化，並隨後在中晚期中新世時分化成兩個大分支。這個明顯的分支導致該屬原先的兩個亞屬升格成屬，即新建一屬黑鳳頭鸚鵡屬。

## 型態

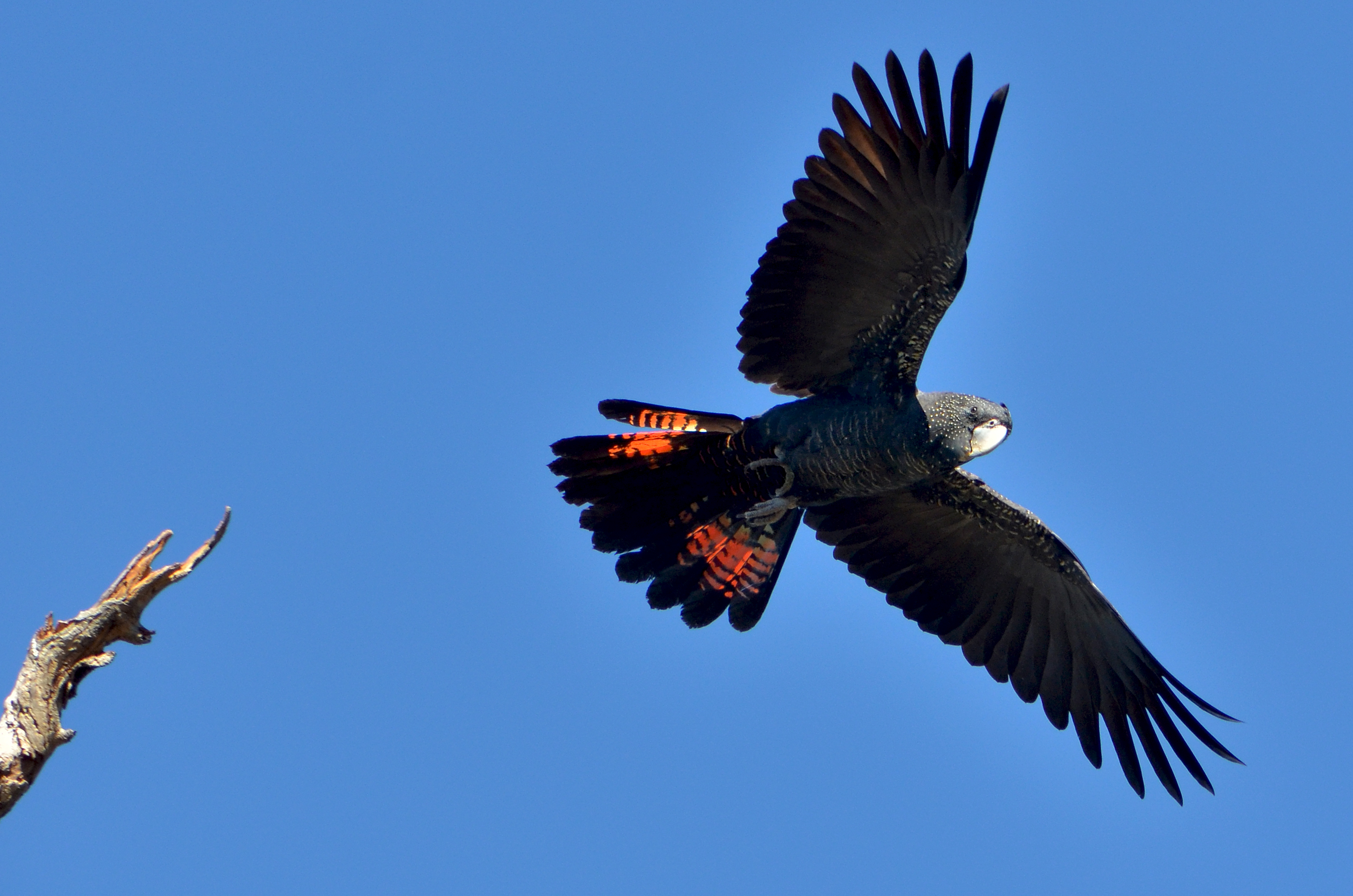
紅尾黑鳳頭鸚鵡

在外觀上，辉凤头鹦鹉属的成員的尾部均帶有紅色斑塊，在臉頰上沒有特殊斑塊，但在雌鳥的頭、身處具有額外的黃色斑點；而黑鳳頭鸚鵡屬則有白色或黃色尾部，臉頰上有明顯的白或黃色斑塊。
兩者的鳥喙形狀也有落差，其中辉凤头鹦鹉属的鳥喙自正面看時較為寬胖，黑鳳頭鸚鵡屬則明顯狹長。

## 保護情況
該屬鸚鵡均受《瀕危野生動植物種國際貿易公約》所保護，列於附錄二內。

## 下屬物種
以下按照世界鳥類學家聯合會之名錄列表，目前共有2屬5種：
- 黑鳳頭鸚鵡屬 Zanda
  - 黃尾黑鳳頭鸚鵡 Zanda funerea
  - 長喙黑鳳頭鸚鵡 Zanda baudinii
  - 短嘴黑凤头鹦鹉 Zanda latirostris
- 辉凤头鹦鹉属 Calyptorhynchus
  - 紅尾黑鳳頭鸚鵡 Calyptorhynchus banksii
  - 辉凤头鹦鹉 Calyptorhynchus lathami

## 外部連結
- 維基物種上的相關：黑鳳頭鸚鵡亞科